# Тастунген
Тастунген (нем. Tastungen) — община в Германии, в земле Тюрингия. 
Входит в состав района Айхсфельд. Подчиняется управлению Линденберг/Айксфельд.  Население составляет 269 человек (на 31 декабря 2010 года). Занимает площадь 3,60 км².